# Бруклін-Гайтс (Міссурі)
Бруклін-Гайтс (англ. Brooklyn Heights) — селище (англ. village) в США, в окрузі Джеспер штату Міссурі. Населення — 101 особа (2020).

## Географія
Бруклін-Гайтс розташований за координатами 37°10′10″ пн. ш. 94°23′8″ зх. д. / 37.16944° пн. ш. 94.38556° зх. д. (37.169412, -94.385535).  За даними Бюро перепису населення США в 2010 році селище мало площу 0,30 км², уся площа — суходіл.

## Демографія
Згідно з переписом 2010 року, у місті мешкало 100 осіб у 50 домогосподарствах у складі 32 родин. Густота населення становила 337 осіб/км².  Було 52 помешкання (175/км²).
Расовий склад населення:
| - 96,0 % — білих - 1,0 % — осіб інших рас |

До двох чи більше рас належало 3,0 %. Частка іспаномовних становила 5,0 % від усіх жителів.
За віковим діапазоном населення розподілялося таким чином: 14,0 % — особи молодші 18 років, 59,0 % — особи у віці 18—64 років, 27,0 % — особи у віці 65 років та старші. Медіана віку мешканця становила 54,3 року. На 100 осіб жіночої статі у місті припадало 96,1 чоловіків;  на 100 жінок у віці від 18 років та старших — 100,0 чоловіків також старших 18 років.
Середній дохід на одне домашнє господарство  становив 53 002 долари США (медіана — 38 750), а середній дохід на одну сім'ю — 60 985 доларів (медіана — 44 583). За межею бідності перебувало 12,2 % осіб, у тому числі 5,6 % дітей у віці до 18 років та 25,0 % осіб у віці 65 років та старших.
Цивільне працевлаштоване населення становило 67 осіб. Основні галузі зайнятості: будівництво — 28,4 %, роздрібна торгівля — 19,4 %, освіта, охорона здоров'я та соціальна допомога — 11,9 %, виробництво — 10,4 %.